# Normania nava
Normania nava es una especie muy rara, difícil de encontrar o ya extinta del género Solanum ahora clasificada en el género monotípico Normania. Es o era endémica de la isla Tenerife.

## Características
Solanum nava es una planta herbácea o semiarbusto y hemicriptófito que alcanza hasta un metro de altura.
Su tallo verde y hueco está cubierto por tricomas glandulares. Las hojas son simples, las inferiores ternado-pinnadas. Las flores son subzigomorfas, la corola tiene cinco ángulos con color azul-púrpura. El fruto, de unos 15 mm es una baya amarilla, globosa.

## Distribución
La distribución está limitada a los bosques de laurisilva en la Cruz de Taborno en el macizo de Anaga en Tenerife. La planta prefiere claros iluminados.

## Estado de conservación
Solanum nava se daba por extinta, hasta que se redescubrió en el año 1973 y de nuevo en el año 1982. La última vez que se la detectó fue en 1984. Su extinción podría deberse a la progresiva disminución de las formaciones de Ixantho-Laurion en Gran Canaria y Tenerife y a demandas biológicas muy restrictivas en su biología reproductiva. Además, la especie no parece proclive a formar poblaciones con gran número de efectivos. En la edición de 2008 de la Lista Roja de la Flora Vascular Española se lleva como extinta.
En España está considera planta extinguida, por Resolución de 1 de agosto de 2018, de la Secretaría de Estado de Medio Ambiente, por la que se publica el Acuerdo de la Conferencia Sectorial de Medio Ambiente en relación con el Listado de especies extinguidas en todo el medio natural español.

## Taxonomía
Normania nava fue descrita por (Webb & Berth.) J.Francisco-Ortega & R.N.Lester y publicado en Plant Systematics and Evolution 185(1–4): 202. 1993.
Sinonimia
- Solanum nava Webb & Berthel.	[4]